# De Grolsch Veste
Il De Grolsch Veste, noto fino al 2008 come Arke Stadion, è uno stadio calcistico della città di Enschede, nei Paesi Bassi. Inaugurato nel 1998, è dotato di 30.205 posti a sedere e ospita le partite casalinghe del Twente. 
Ha sostituito il Diekman Stadion ed è stato sottoposto a un restauro nel 2008 (quando era chiamato Arke Stadion) e nel 2011, con conseguente aumento della capacità da 13.250 a 30.205 posti a sedere.

## Storia

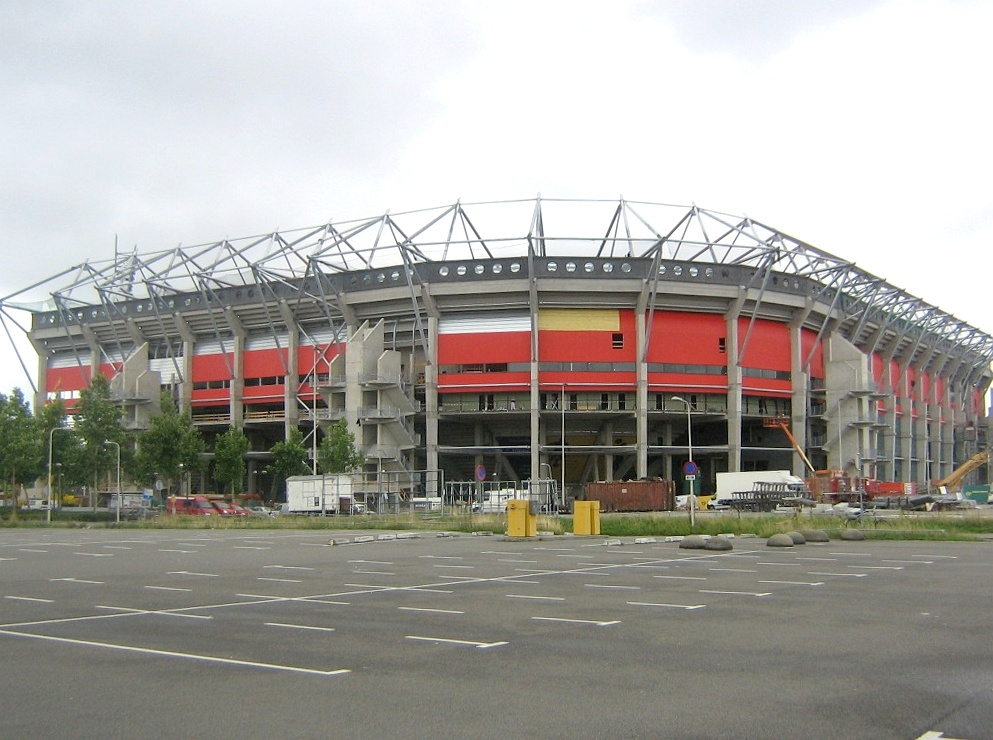
Veduta dello stadio

Nel 1997 iniziarono i lavori per la costruzione dello stadio, denominato in origine Arke Stadion. Il 10 maggio 1998 ci fu la partita inaugurale, un incontro di Eredivisie fra il Twente e il PSV. Il primo gol nello stadio fu segnato da Chris De Witte.
Mercoledì 29 agosto 2007 vi fu nello stadio la prima partita di calcio femminile, quella fra il Twente e l'Heerenveen. Questa partita è stata preceduta dalla cerimonia di apertura dell'Eredivisie femminile.

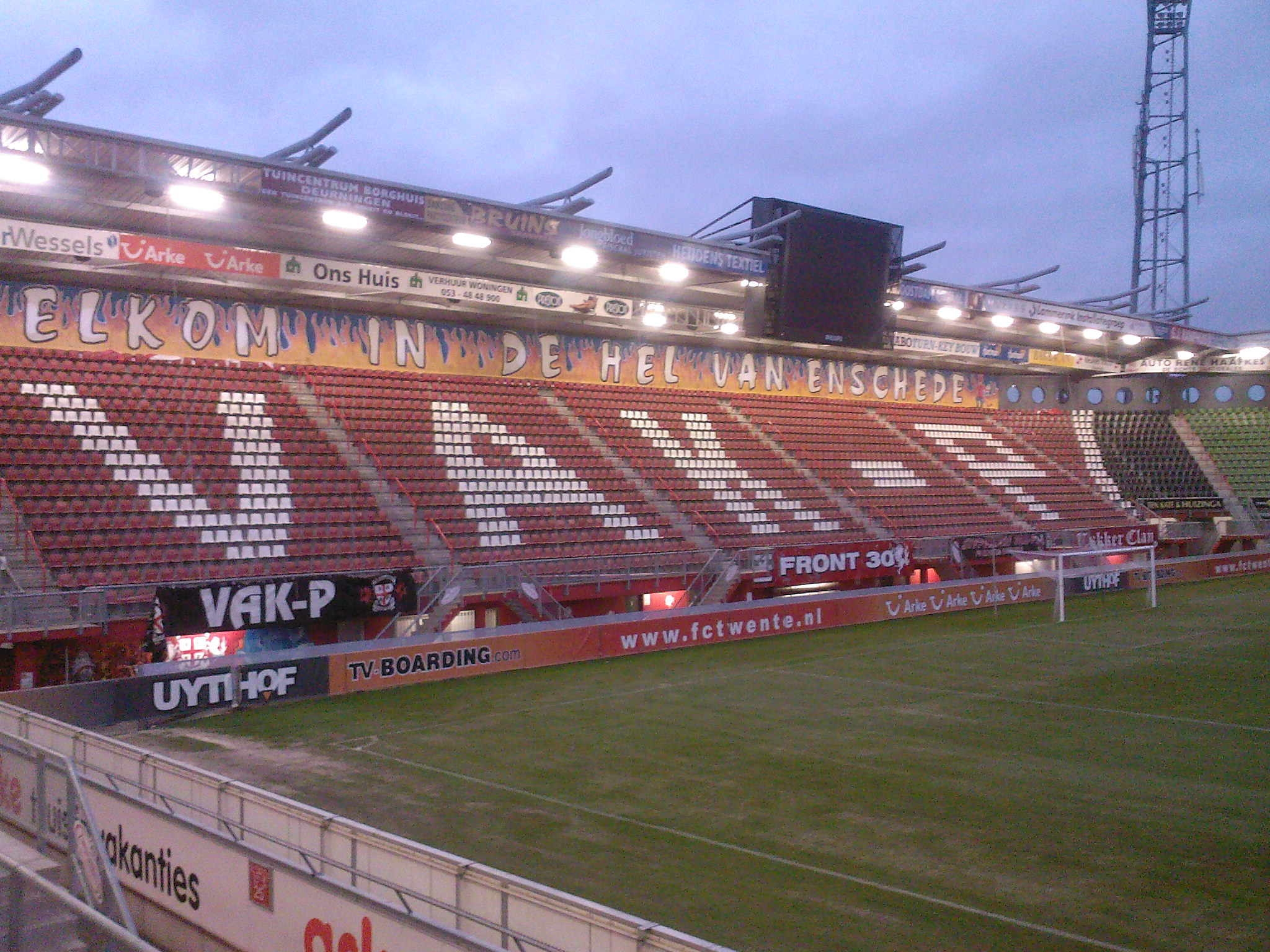
Lo stadio dall'interno

Dopo l'apertura, nel 1998, lo stadio aveva una capienza di 13.500 spettatori, che fu successivamente ridotta a 13.250.

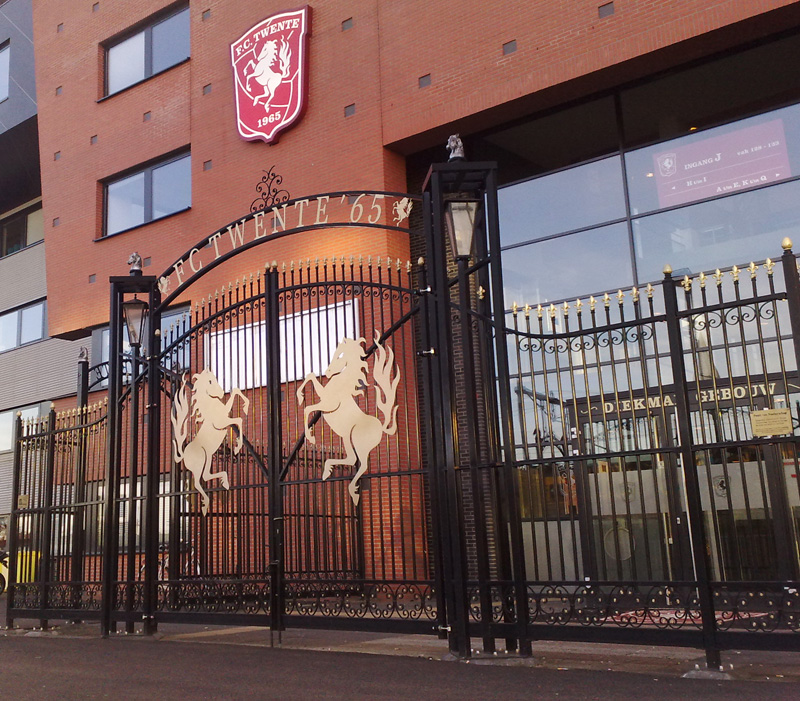
L'ingresso dello stadio

Il 1º ottobre 2006 lo stadio fu dotato di due grandi tabelloni a schermo piatto. 
Nel mese di aprile 2008 fu intrapresa un'opera di rinnovamento, con il montaggio di una parte dell'anello. Ricostruito, lo stadio fu inaugurato nel settembre 2008. Dopo gli interventi la capienza passò a 24.000 posti a sedere. Il primo anello ha una capacità di 14.150 e il secondo anello ha una capacità di 9.850. La prima partita nello stadio ampliato fu giocata il 13 settembre 2008 dal Twente contro il N.E.C., con la partecipazione di 23.550 spettatori. 
Nel maggio 2008 l'impianto assunse il nome di De Grolsch Veste per motivi di sponsorizzazione, dal nome della birra Grolsch, prodotta dall'omonima azienda della vicina città di Groenlo dal XVII secolo, e dalla parola veste (in italiano "fortezza"), che si riferisce a Groenlo, città fortificata. La fortificazione rendeva la città difficile da assediare in epoca medievale (famoso l'assedio di Groenlo durante la guerra degli ottant'anni).

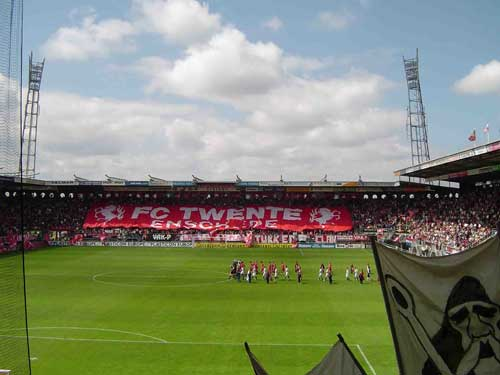
Lo stadio durante una partita di Eredivisie

Il 20 gennaio 2009 lo stadio riaprì dopo i rinnovamenti. Nell'occasione fu presentata una statua dell'ex capitano Epi Drost. La tribuna fu intitolata a Cor Hilbrink, il primo presidente del Twente.
Il 5 settembre 2009 lo stadio ospitò per la prima volta una partita internazionale, l'amichevole Paesi Bassi-Giappone (3-0).
Nel 2010 era prevista un'opera di ampliamento fino a una capienza di 34.000 posti. Il progetto era subordinato alla concessione delle varie licenze.

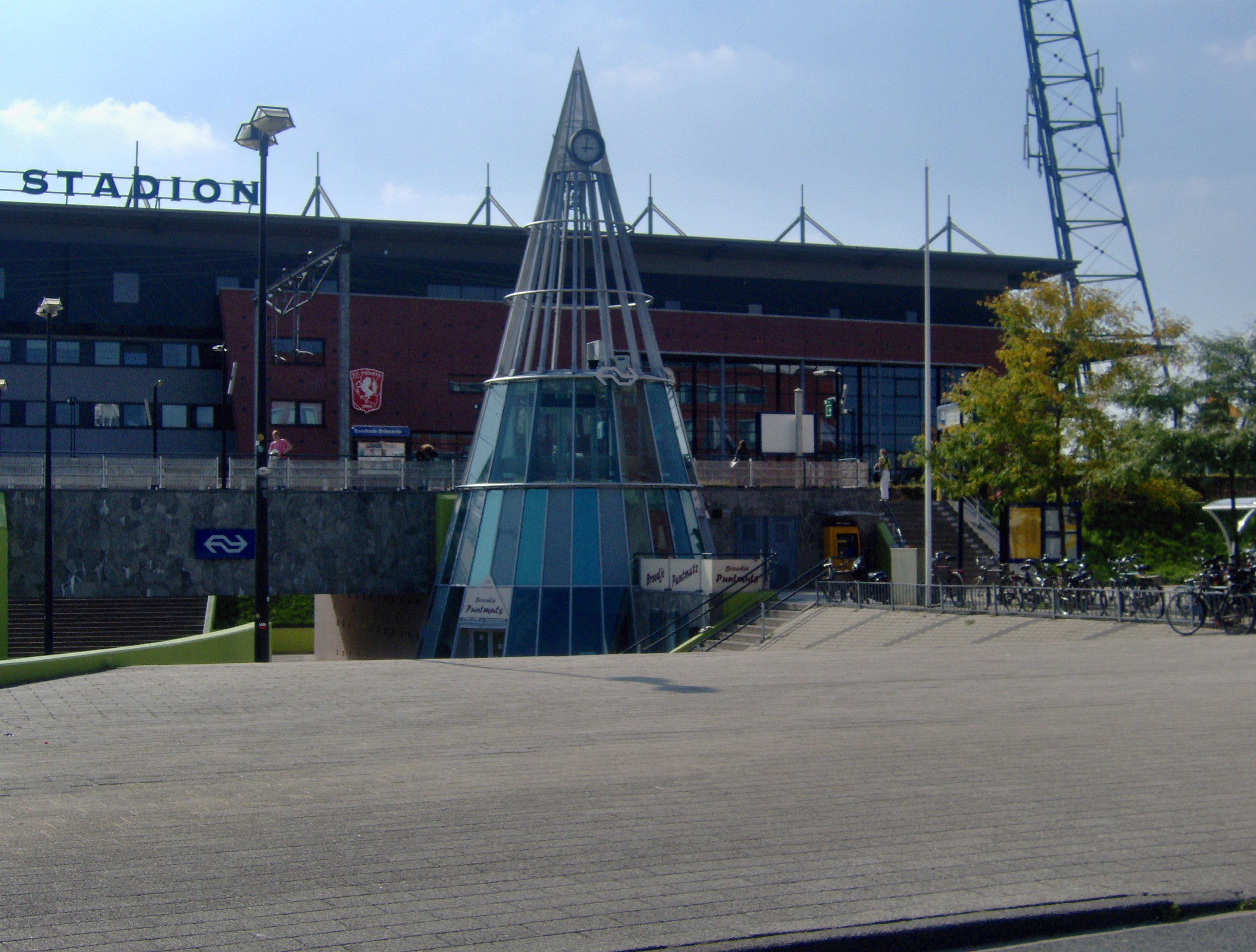
La struttura di vetro davanti allo stadio: il Drienerlo

Ci sono anche i piani per una futura espansione a più di 40.000 spettatori. Ciò richiede l'ingresso del club in Europa League. 
Nel 2009 il comune di Enschede approvò l'inserimento dello stadio nella lista degli impianti selezionati per ospitare il campionato del mondo 2018, ma ciò richiedeva la capacità di almeno 44.000 posti a sedere. La candidatura congiunta di Paesi Bassi e Belgio per ospitare l'evento fu comunque bocciata dalla FIFA nel 2010.

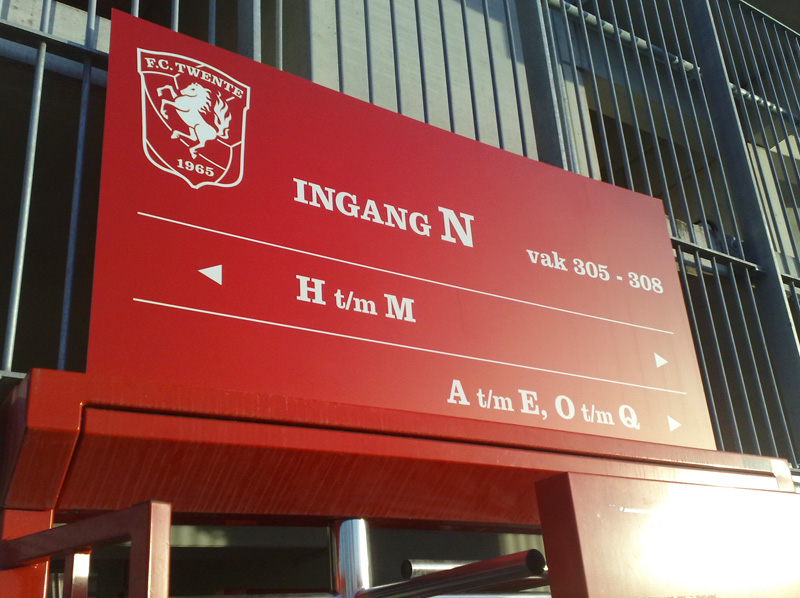
Il varco per entrare allo stadio

Il 7 luglio 2011 è crollata una parte del tetto dello stadio mentre era in fase di ristrutturazione. L'incidente ha causato un morto e dodici persone ferite rimaste intrappolate sotto le macerie.
Ha ospitato varie partite della nazionale olandese. È stato sede di due partite della final four di UEFA Nations League 2022-2023, la semifinale Spagna-Italia (2-1) e la finale per il terzo posto Paesi Bassi-Italia.

## Strutture
Appena vicino allo stadio vi è la stazione ferroviaria di Enschede.
I due megaschermi della Philips dello stadio hanno ciascuno una superficie di 36 metri quadrati.
Un percorso parte dal secondo anello e si congiunge a una rampa di scale. Ci sono otto chioschi, la cui ristorazione è gestita dall'FC Twente.